# Liste des fontaines du 19e arrondissement de Paris

Cet article recense les fontaines du 19e arrondissement de Paris, en France.

## Statistiques
Une seule fontaine est protégée au titre des monuments historiques : 

- la fontaine aux Lions de Nubie[2].

## Liste
| Fontaine                                                                   | Adresse                                                      | Lieu                                           | Auteur(s)                                                  | Notes                                             | Date      | Coordonnées                      | Illus. |
| -------------------------------------------------------------------------- | ------------------------------------------------------------ | ---------------------------------------------- | ---------------------------------------------------------- | ------------------------------------------------- | --------- | -------------------------------- | ------ |
| Fontaine du Chapeau-Rouge (L'Accueil de Paris, Femme au Bain)              | Boulevard d'Algérie                                          | Parc de la Butte du Chapeau-Rouge              | Raymond Couvègnes                                          | Surmontée d'une statue, Ève, de Raymond Couvègnes | 1938      | 48° 52′ 53″ nord, 2° 23′ 50″ est |        |
| Fontaine du Château d'eau (fontaine aux Lions de Nubie, fontaine de Bondy) | 2 place de la Fontaine-aux-Lions                             | Parc de la Villette                            | Pierre-Simon Girard                                        | Déplacée en 1867 de la Place de la République     | 1809-1812 | 48° 53′ 23″ nord, 2° 23′ 32″ est |        |
| Fontaine du Conservatoire (fontaine Jacques-Ibert)                         | 52-56 rue Bouret 81 rue Armand-Carrel                        | Conservatoire municipal Jacques Ibert de Paris | Fernand Pouillon (sculpteur)                               |                                                   | 1987      | 48° 52′ 58″ nord, 2° 22′ 18″ est |        |
| Cylindre sonore                                                            |                                                              | Parc de la Villette, jardin des Bambous        | Bernard Tschumi (sculpteur)                                |                                                   | 1987      | 48° 53′ 35″ nord, 2° 23′ 27″ est |        |
| Fontaine des Douves (Fontaine du jardin mur d'eau)                         | 30 avenue Corentin-Cariou                                    | Cité des sciences et de l'industrie, douves    | Adrien Fainsilber (architecte)                             |                                                   | 1986      | 48° 53′ 46″ nord, 2° 23′ 13″ est |        |
| Fontaine du bassin de la Villette (fontaine éphésienne)                    | Place de la Bataille-de-Stalingrad                           |                                                | Bernard Huet (architecte) Georges Jeanclos (sculpteur)     |                                                   | 1989      | 48° 53′ 01″ nord, 2° 22′ 12″ est |        |
| Fontaine de la folie de l'antenne de secours                               |                                                              | Parc de la Villette                            | Bernard Tschumi (sculpteur)                                |                                                   | 1987      | 48° 53′ 35″ nord, 2° 23′ 27″ est |        |
| Fontaine de la folie des Enfants                                           |                                                              | Parc de la Villette                            | Bernhard Leitner (de) (architecte)                         |                                                   | 1987      | 48° 53′ 35″ nord, 2° 23′ 27″ est |        |
| Fontaines de la Géode                                                      |                                                              | Parc de la Villette                            |                                                            |                                                   |           | 48° 53′ 35″ nord, 2° 23′ 27″ est |        |
| Fontaine du jardin des Bambous                                             |                                                              | Parc de la Villette, jardin des Bambous        | Alexandre Chemetoff (architecte)                           |                                                   | 1987      | 48° 53′ 35″ nord, 2° 23′ 27″ est |        |
| Fontaine du jardin de la Treille                                           |                                                              | Parc de la Villette, jardin de la Treille      | Gilles Vexlard (architecte) Laurence Vacherot (architecte) |                                                   | 1987      | 48° 53′ 35″ nord, 2° 23′ 27″ est |        |
| Fontaine-labyrinthe                                                        | Place des Fêtes                                              |                                                | Marta Pan                                                  |                                                   | 1987      | 48° 52′ 36″ nord, 2° 23′ 38″ est |        |
| Fontaine du jardin Loire-Jean-Jaurès                                       | 74 avenue Jean-Jaurès                                        |                                                | Jean Camand (architecte) Adrien Fainsilber (architecte)    |                                                   | 1986      | 48° 53′ 05″ nord, 2° 22′ 40″ est |        |
| Fontaine Marcel-Achard (Fontaine Rébeval)                                  | 3 place Marcel-Achard                                        | Square Rébeval                                 | Denis Sloan (architecte)                                   |                                                   | 1984      | 48° 52′ 24″ nord, 2° 22′ 36″ est |        |
| Fontaine du parc de La Villette                                            |                                                              | Parc de la Villette                            | Philippe Starck (architecte)                               |                                                   | 1987      | 48° 53′ 35″ nord, 2° 23′ 27″ est |        |
| Fontaine de la porte de la Chapelle                                        | Avenue de la Porte-de-la-Chapelle                            | Porte de la Chapelle                           |                                                            |                                                   |           | 48° 54′ 01″ nord, 2° 21′ 34″ est |        |
| Fontaine de la porte de la Villette                                        | Rue Forceval                                                 | Square de la Porte de la Villette              |                                                            |                                                   | 1969      | 48° 53′ 59″ nord, 2° 23′ 25″ est |        |
| Sculpture des nuées                                                        |                                                              | Parc de la Villette, Jardin d'eau              | Alain Pelessier (architecte) Fujiko Nakaya (sculpteur)     |                                                   | 1987      | 48° 53′ 35″ nord, 2° 23′ 27″ est |        |
| Sigma antigravitationnel                                                   | 30 avenue Corentin-Cariou                                    | Cité des sciences et de l'industrie            | Manolis Maridakis (sculpteur)                              |                                                   | 1986-1990 | 48° 53′ 46″ nord, 2° 23′ 13″ est |        |
| Fontaine du square Marcel-Mouloudji                                        | 74 avenue Jean-Jaurès                                        | Square Marcel-Mouloudji                        | Davos Hanich                                               |                                                   | 1986      | 48° 53′ 07″ nord, 2° 22′ 38″ est |        |
| Fontaine Wallace                                                           | Rue de Meaux, angle rue Armand-Carrel et rue Lally-Tollendal |                                                | Charles-Auguste Lebourg                                    |                                                   |           | 48° 52′ 58″ nord, 2° 22′ 30″ est |        |
| Fontaine Wallace                                                           | Rue de Meaux, angle rue Petit                                |                                                | Charles-Auguste Lebourg                                    |                                                   |           | 48° 53′ 05″ nord, 2° 22′ 46″ est |        |
| Fontaine Wallace                                                           | 106 rue de Meaux, angle rue du Rhin                          |                                                | Charles-Auguste Lebourg                                    |                                                   |           | 48° 53′ 07″ nord, 2° 22′ 51″ est |        |
| Fontaine Wallace                                                           | Boulevard Sérurier, angle passage des Mauxins                |                                                | Charles-Auguste Lebourg                                    |                                                   |           | 48° 52′ 40″ nord, 2° 24′ 19″ est |        |
| Fontaine Wallace                                                           | Avenue Simon-Bolivar, angle rue Manin                        |                                                | Charles-Auguste Lebourg                                    |                                                   |           | 48° 52′ 35″ nord, 2° 22′ 45″ est |        |